# Adinandra donnaiensis
Adinandra donnaiensis är en tvåhjärtbladig växtart som beskrevs av François Gagnepain. Adinandra donnaiensis ingår i släktet Adinandra och familjen Pentaphylacaceae. Inga underarter finns listade i Catalogue of Life.